# Mikaela Loach
Mikaela Loach   (Kingston, 1998) és una activista per la justícia climàtica que viu a Edimburg (Escòcia), qui ha estat nominada per al Global Citizen Prize: UK's Hero Award.
Loach és una estudiant de medicina a la Universitat d'Edimburg que fa servir la seva plataforma d'Instagram de més de 100.000 seguidors per treballar per fer que el moviment climàtic sigui més inclusiu, enfocant-se en les interseccions de la crisi climàtica amb sistemes opressius com la supremacia blanca i les injustícies migratòries.
Junt amb Jo Becker, Loach és coproductora, escriptora i presentadora d'Yikes podcast, que explora el canvi climàtic, els drets humans i la justícia social.

## Joventut i educació
Loach va néixer a Jamaica i es va criar a Surrey (Regne Unit). Loach es va mudar a Edimburg per anar a la universitat, i actualment és estudiant de medicina de quart any a la Universitat d'Edimburg.

## La campanya
Quan era adolescent, Loach va començar a prendre consciència de la intersecció entre la justícia ambiental i racial. En 2019, Loach es va convertir en membre del moviment ambiental Extinction Rebellion (XR), i a l'octubre de 2019 va viatjar des d'Edimburg cap a Londres per participar en les protestes de XR per exigir que els polítics escoltin i actuïn sobre la crisi climàtica. Va portar un diari de les seves experiències. A la protesta de XR de 2019, Loach es va tancar en un escenari d'Extinction Rebellion Scotland en un intent d'impedir que la policia dissolgués la protesta. Es va tancar a l'escenari durant aproximadament vuit hores abans que ella i els altres manifestants tancats sortissin voluntàriament. Loach també fa campanya amb Climate Camp Scotland.
Parlant amb la BBC, Loach va dir sobre la seva motivació:
| « | He estat canviant coses en el meu estil de vida durant molt de temps per tractar de ser més ecològica, però fa uns mesos em vaig adonar que no importa si em faig vegana o zero waste si el govern no fa res. Cal que hi hagi grans canvis estructurals. | » |

Loach afirma que va començar a anar a les marxes 
| « | ... quan la crisi dels refugiats era a totes les notícies fa uns anys. Em vaig interessar molt en els drets dels migrants i els refugiats i em vaig oferir com a voluntària en el camp de Calais... però un dia em vaig adonar que aquestes coses estaven realment interconnectades: la crisi climàtica està relacionada amb la crisi dels refugiats, i ambdues també estan relacionades amb la injustícia racial i els llegats del colonialisme. | » |

A través de les seves xarxes socials i com a escriptora d'Eco-Age, Loach advoca per la justícia ambiental, la justícia racial, la roba sostenible i els drets dels refugiats. També ha estat convidada a diversos podcasts, inclòs el podcast Age of Plastic d'Andrea Fox i el podcast Good Ancestor de Layla Saad. Loach va ser ponent en la Conferència Joventut Contra el Carboni de Zúric. El 2020, Loach va crear el podcast Yikes amb Jo Becker.
Pel seu treball d'activisme, Loach va ser nomenada en la Woman's Hour Power List de la BBC.